# Bułgarscy posłowie do Parlamentu Europejskiego 2007
Bułgarscy posłowie VI kadencji do Parlamentu Europejskiego delegacji krajowej z 2007 sprawowali mandaty od 1 stycznia 2007, tj. od daty akcesji Bułgarii do Unii Europejskiej, do 5 czerwca 2007. Zostali zastąpieni przez deputowanych wybranych w bezpośrednich wyborach przeprowadzonych 20 maja 2007.

## Lista posłów
Koalicja na rzecz Bułgarii/Bułgarska Partia Socjalistyczna
- Georgi Bliznaszki
- Mładen Czerwenjakow
- Ewgeni Kiriłow
- Marusja Lubczewa
- Atanas Paparizow
- Kristian Wigenin

Narodowy Ruch na rzecz Stabilności i Postępu
- Christina Christowa
- Stanimir Iłczew
- Antonija Pyrwanowa
- Lidija Szulewa

Związek Sił Demokratycznych
- Martin Dimitrow
- Filip Dimitrow

Ruch na rzecz Praw i Wolności
- Nedżmi Ali
- Filiz Chjusmenowa
- Czetin Kazak

Ataka
- Dimityr Stojanow

Demokraci na rzecz Silnej Bułgarii
- Konstantin Dimitrow

Związek Wolnych Demokratów
- Stefan Sofijanski